# 라나발로나 3세
라나발로나 3세(Ranavalona III)는 메리나 왕국(오늘날의 마다가스카르)의 마지막 군주로서, 1883년부터 1897년까지 재위했다.
라자핀드라헤티(Razafindrahety) 공주라는 이름으로 태어났으며, 라나발로나 2세 여왕의 조카딸이자 안드리아나포이니메리나 왕의 증손이었기 때문에 메리나 왕국의 왕위를 이을 자격이 있었다.
1883년 7월 13일에 라나발로나 2세 여왕이 사망하자, 조카딸로서 왕위를 계승받았다. 그 해 11월 22일 22번째 생일에 대관식을 하였다. 그러나 마다가스카르의 식민지화를 노린 프랑스에 의해 그 해 12월부터 프랑스-호바 전쟁이 일어났으며, 1895년 12월에 프랑스 세력이 전체 마다가스카르를 장악했다. 1897년에 총독 조제프 갈리에니는 마침내 그녀를 폐위시켰다. 처음에는 레위니옹 섬에 유배되었다가 알제리에 유배되었다. 1917년 유배지인 알제리 알제에서 사망했다. 1938년에 본국으로 이장(移葬)되었다.
그녀의 후계자인 조카딸 마리-루이즈 공주는 후손 없이 1948년 1월 18일 프랑스에서 사망했다.

## 같이 보기
- 마다가스카르의 역사
- 메리나 왕국